# IV (Cypress-Hill-Album)
IV ist das vierte Studioalbum der US-amerikanischen Hip-Hop-Gruppe Cypress Hill. Es erschien am 6. Oktober 1998 über die Labels Ruffhouse und Columbia Records und wurde in den USA für über 500.000 verkaufte Exemplare mit Gold ausgezeichnet.

## Covergestaltung
Das Albumcover ist in dunkelgrünem Ton gehalten. Es zeigt drei stehende Skelette, das linke hält sich mit den Händen die Augen zu, das mittlere schlägt die Hände seitlich an den Kopf bzw. über die Ohren und das rechte hält sich mit den Händen den Mund zu. Der Schriftzug Cypress Hill IV befindet sich am oberen Bildrand.

## Gastbeiträge
Sechs bzw. sieben Titel des Albums enthalten Gastauftritte anderer Künstler. So rappt MC Eiht eine Strophe auf Prelude to a Come Up. Der Rapper Barron Ricks der Gruppe Call O’ Da Wild ist gleich auf sechs Songs (Audio X, Steel Magnolia, I Remember That Freak Bitch (From the Club), Tequila Sunrise, Rags to Riches, Feature Presentation) vertreten. Bei letzterem tritt außerdem der Rapper Chace Infinite in Erscheinung.

## Titelliste
| #  | Titel                                                          | Gastbeiträge                    | Produzent | Länge |
| -- | -------------------------------------------------------------- | ------------------------------- | --------- | ----- |
| 1  | Looking Through the Eye of a Pig                               |                                 | DJ Muggs  | 4:06  |
| 2  | Checkmate                                                      |                                 | DJ Muggs  | 3:36  |
| 3  | From the Window of My Room                                     |                                 | DJ Muggs  | 5:00  |
| 4  | Prelude to a Come Up                                           | MC Eiht                         | DJ Muggs  | 3:25  |
| 5  | Riot Starter                                                   |                                 | DJ Muggs  | 4:17  |
| 6  | Audio X                                                        | Barron Ricks                    | DJ Muggs  | 3:19  |
| 7  | Steel Magnolia                                                 | Barron Ricks                    | DJ Muggs  | 3:31  |
| 8  | I Remember That Freak Bitch (From the Club) / Interlude Part 2 | Barron Ricks                    | DJ Muggs  | 5:22  |
| 9  | (Goin’ All Out) Nothin’ to Lose                                |                                 | DJ Muggs  | 3:54  |
| 10 | Tequila Sunrise                                                | Barron Ricks                    | DJ Muggs  | 4:44  |
| 11 | Dead Men Tell No Tales                                         |                                 | DJ Muggs  | 2:48  |
| 12 | Feature Presentation’                                          | Barron Ricks und Chace Infinite | DJ Muggs  | 3:45  |
| 13 | Dr. Greenthumb                                                 |                                 | DJ Muggs  | 4:25  |
| 14 | 16 Men Till There’s No Men Left                                |                                 | DJ Muggs  | 4:20  |
| 15 | High Times                                                     |                                 | DJ Muggs  | 4:13  |
| 16 | Clash of the Titans / Dust                                     |                                 | DJ Muggs  | 4:46  |
| 17 | Lightning Strikes                                              |                                 | DJ Muggs  | 5:54  |
| 18 | Case Closed                                                    |                                 | DJ Muggs  | 2:01  |
| 19 | Rags to Riches (Bonus-Track der Special Edition)               | Barron Ricks                    | DJ Muggs  | 4:07  |

## Rezeption
| Professionelle Bewertungen | Professionelle Bewertungen |
| -------------------------- | -------------------------- |
| Kritiken                   |                            |
| Quelle                     | Bewertung                  |
| laut.de                    | [ 3 ]                      |
| allmusic                   | [ 4 ]                      |
| RapReviews                 | [ 5 ]                      |

Von laut.de bekam das Album vier von möglichen fünf Punkten. Der Rezensent Alexander Cordas meint, IV sei besser als der Vorgänger und würde „locker und flockig aus den Boxen wummern.“ Cypress Hill seien soundmäßig „dank der Fingerfertigkeit von DJ Muggs an der Spitze der Hip-Hop-Liga.“ Abwechslung entstehe durch „düstere Sounds, verzerrte Gitarren und ein Rap-Style der im Stakkato daherkommt wie aus dem Maschinengewehr.“

## Kommerzieller Erfolg

### Chartplatzierungen und Singles
Das Album stieg in der 43. Woche des Jahres 1998 auf Position 17 in die deutschen Charts ein. In den folgenden Wochen belegte es die Plätze 20; 25 und 20. Insgesamt hielt sich IV 25 Wochen in den Top 100. In den USA stieg das Album auf Platz 11 ein und verließ die Charts nach 16 Wochen.
Als Singles wurden Dr. Greenthumb und Tequila Sunrise veröffentlicht.
| ChartsChartplatzierungen       | Höchstplatzierung | Wochen |
| ------------------------------ | ----------------- | ------ |
| Deutschland (GfK)              | 17 (25 Wo.)       | 25     |
| Österreich (Ö3)                | 21 (18 Wo.)       | 18     |
| Schweiz (IFPI)                 | 14 (7 Wo.)        | 7      |
| Vereinigte Staaten (Billboard) | 11 (16 Wo.)       | 16     |
| Vereinigtes Königreich (OCC)   | 25 (4 Wo.)        | 4      |

### Auszeichnungen für Musikverkäufe
| Land/Region                  | Auszeichnungen für Musikverkäufe (Land/Region, Auszeichnung, Verkäufe) | Verkäufe |
| ---------------------------- | ---------------------------------------------------------------------- | -------- |
| Frankreich (SNEP)            | Silber                                                                 | 50.000   |
| Kanada (MC)                  | Gold                                                                   | 50.000   |
| Neuseeland (RMNZ)            | Gold                                                                   | 7.500    |
| Vereinigte Staaten (RIAA)    | Gold                                                                   | 500.000  |
| Vereinigtes Königreich (BPI) | Gold                                                                   | 100.000  |
| Insgesamt                    | 1× Silber · 4× Gold ·                                                  | 707.500  |